# Poecilia sarrafae
Poecilia sarrafae là một loài cá nước ngọt thuộc chi Poecilia trong họ Cá khổng tước. Loài này được mô tả lần đầu tiên vào năm 2011.

## Phân bố và môi trường sống
P. sarrafae được tìm thấy tại hệ thống lưu vực sông Parnaíba và sông Mearim ở phía đông bắc Brazil.

## Mô tả
P. sarrafae được cho là có mối liên quan chặt chẽ với Micropoecilia branneri và Micropoecilia minima (trước đây được xếp vào chi Poecilia).